# Banana Mecânica
Banana Mecânica é um longa-metragem brasileiro, do gênero comédia, filmado em 1974. O título faz referência ao filme Laranja Mecânica (na época, proibido no Brasil), e possui uma história similar envolvendo tratamento psiquiátrico.[carece de fontes?]
O filme foi produzido pela Carlos Imperial Produções Cinematográficas e distribuído pela Sincro Filmes.[carece de fontes?]

## Sinopse
Um psicanalista (Dr. Ferrão) mantém coluna de jornal e um consultório nos altos da boutique de Marcela, mulher que faz tudo para ajudá-lo em suas conquistas amorosas. 
Entre seus clientes destaca-se Paulo Frederico, jovem de maneiras efeminadas em tratamento de recuperação. Preocupado em demonstrar uma nova tese sobre o amor conjugal, Dr. Ferrão utiliza em suas experiências mil mulheres, como cobaias.
Nessas experiências entram Dona Neuza e Cristina, esposa e sobrinha de seu amigo Cornélio que, desconfiado das intenções do psicanalista, contrata um detetive particular para investigar o caso. Mas o detetive revela-se mais interessado em espiar as experiências do Dr. Ferrão do que em descobrir alguma coisa.
Fisgado pelos encantos de Cristina, Dr. Ferrão é, no entanto, repelido quando trata de antecipar uma experiência conjugal, terminando por pedir a moça em casamento. As experiências do Dr. Ferrão culminam com o que denomina "sex-surprise", reservando para si a doce Cristina. Enquanto isso, graças a uma confusão causada por Marcela de forma proposital, Paulo Frederico, o rapaz efeminado, acaba encontrando a sua musa inspiradora.

## Elenco
- Rose di Primo
- Carlos Imperial
- Felipe Carone
- Ary Fontoura
- Kate Lyra
- Mário Petraglia
- Myriam Pérsia
- Miguel Carrano
- Henriqueta Brieba
- Pedro Aguinaga
- Márcia Gastaldi
- Angelo Antônio
- Marza Oliveira
- Nélia Paula
- Jota Barroso
- Zezé Motta
- Baby Conceição

## Prêmios
- Melhor Atriz Secundária (Henriqueta Brieba), Festival de Cinema de Belém do Pará, PA, 1974.[carece de fontes?]